# 100% Banco
100% Banco es una institución financiera privada especializada en banca universal de Venezuela. Tiene su sede en Caracas. Está ubicada dentro del Estrato Pequeño según el ranking bancario de SUDEBAN. Para mayo de 2025 el banco cuenta con 27 agencias a nivel nacional.

## Historia
100% Banco, Banco Universal surge en el 2006 liderado por la familia Benacerraf y sus socios, con la finalidad de ofrecer un nuevo concepto de servicio que valore y respalde al cliente.
Esta familia con tres generaciones dedicadas al negocio de la banca, adquiere Financorp Banco de Inversión, una institución con 40 años de actividad que se transforma a Banco Comercial bajo el nombre de 100%Banco, con el objetivo de ofrecer uno de los más altos estándares en calidad de servicio del sistema financiero venezolano, con el apoyo de un equipo gerencial altamente profesional y capacitado.
100% Banco en sus inicios, busca crecer y ubicarse como uno de los principales bancos comerciales del país, ocupando un puesto importante en el segmento de la banca destinado a atender a personas naturales - pequeñas y medianas empresas.
Como Banco Universal, 100%Banco, ha logrado consolidar su esencia y principal atributo: La Calidad de Servicio, lograda a través de la sólida formación del talento humano que los acompaña, ellos son el factor clave para lograr esta diferenciación en el mercado financiero.